# Princes Highway

Localisation de la Princess Highway.

La Princes Highway est un axe routier australien long de 1 898 kilomètres, reliant Sydney à Port Augusta en longeant la côte, passant par les États de Nouvelle-Galles du Sud, de Victoria et d'Australie-Méridionale. Elle passe notamment par Melbourne et Adélaïde.
L'échangeur situé à la Pallamana assume la liaison entre les autoroutes Sturt Highway et celui de Princes Highway.
Cette route est baptisée « Prince's Highway » en 1920, à l'occasion de la visite en Australie du prince de Galles, devenu par la suite le roi Édouard VIII. L'apostrophe a ensuite disparu du nom.